# Arackar
Arackar licanantay is een plantenetende sauropode dinosauriër, behorende tot de Titanosauriformes, die tijdens het late Krijt leefde in het gebied van het huidige Chili.
In het noorden van Chili, in Atacama, werd het skelet gevonden van een kleine sauropode.
In 2021 werd de typesoort Arackar licanantay benoemd en beschreven door David Rubilar-Rogers, Alexander O. Vargas, Bernardo González Riga, Sergio Soto-Acuña, Jhonatan Alarcón-Muñoz, José Iriarte-Díaz, Carlos Arévalo en Carolina S. Gutstein. De geslachtsnaam betekent "beenderen van het volk van de Atacama" in het Kunza. De soortaanduiding verwijst naar een andere naam voor het volk: de Licainantai.
Het holotype, SNGM-1/1-23, is gevonden in een laag van de Hornitosformatie die dateert uit het Campanien-Maastrichtien. Het omvat twee halswervels, drie wervelbogen en drie wervelichamen uit de rug, een rechteropperarmbeen, een linkerdijbeen en een linkerzitbeen. Het betreft een jong individu. Het was het meest complete exemplaar van een sauropode dat in Chili was aangetroffen.
Het holotype is een klein individu waarvan de lichaamslengte geschat is op 6,3 meter.
Er zijn door de beschrijvers enkele onderscheidende kenmerken vastgesteld. De uitholling tussen het voorste gewrichtsuitsteeksel en het wervellichaam is hoog en breed. De uitholling tussen de parapofyse en de richel tussen het voorste gewrichtsuitsteeksel en het wervellichaam breidt zich uit over de volledige voorkant van het voetstuk van de wervelboog maar niet boven het ruggenmergkanaal. De achterste gewrichtsuitsteeksels zijn smaller dan het doornuitsteeksel. De richels tussen het doornuitsteeksel en de achterste gewrichtsuitsteeksels zijn gereduceerd en korter dan het facet van het achterste gewrichtsuitsteeksel.
Arackar werd in 2021 in de Titanosauria geplaatst en daarbinnen in de Lithostrotia, als zustersoort van Isisaurus welke samen een klade vormen die de zustergroep is van Rapetosaurus binnen de Saltasauridae. Deze tak zou weer de zustergroep zijn van een klade gevormd door de Opisthocoelicaudiinae en een kleinere klade bestaande uit Trigonosaurus en de Saltasaurinae.